# Stig Hadenius
Stig Gunnar Hadenius, ursprungligen Karlsson, född 25 juni 1931 i Brunneby, Östergötlands län, död 11 mars 2010, var en svensk historiker,  journalist och publicist.
Hadenius föräldrar var säteriägaren David Karlsson och hans hustru Dagny, född Bye, vilkas två söner antog namnet Hadenius.
Hadenius disputerade i historia 1964 på svensk unionspolitik. Han var docent vid Göteborgs universitet, sekreterare i pressutredningen av år 1972, chefredaktör på Västgötademokraten (s) i Borås samt pressattaché i Washington DC, innan han blev Sveriges första professor i journalistik vid Stockholms universitet. Hadenius skrev barnböcker, läroböcker, böcker om politisk nutidshistoria samt en biografi om Gustaf V. Hans mest framgångsrika bok är Massmedier: press, radio & TV i den digitala tidsåldern med Lennart Weibull och Ingela Wadbring, som trycktes i ett stort antal upplagor. Han deltog ofta med kritiska inlägg i offentliga debatter i till exempel Dagens Nyheter. Han utnämndes även till hedersledamot av Östgöta nation i Uppsala.
Hans bok Svensk politik under 1900-talet. Konflikt och samförstånd finns i fem svenska upplagor (1985, 1987, 1995, 1996, 2000) och har översatts till engelska (1997), franska (1989), tyska (1990), ryska (1997), japanska (2000) och kinesiska (1990). Hans bok Om Sverige har översatts till engelska (1992), franska (1990), tyska (1990) och holländska (1993). Drottning Victoria av Sverige blev hans sista bok och kom ut efter hans död.
Hadenius gifte sig första gången 1956 med överläkaren Anne-Marie Holmgren och andra gången 1983 med Ann Lindgren. I första äktenskapet föddes barnen Susanne Hadenius, Christian Hadenius och Patrik Hadenius. I det andra Filip Hadenius.